# IC 2575
IC 2575 је спирална галаксија у сазвјежђу Шмрк (Пумпа) која се налази на листи објеката дубоког неба у Индекс каталогу.
Деклинација објекта је - 32° 38' 10" а ректасцензија 10h 25m 24,0s. Привидна величина (магнитуда) објекта IC 2575 износи 15,1 а фотографска магнитуда 15,9. IC 2575 је још познат и под ознакама ESO 436-17, PGC 30586.